# 刘古昌

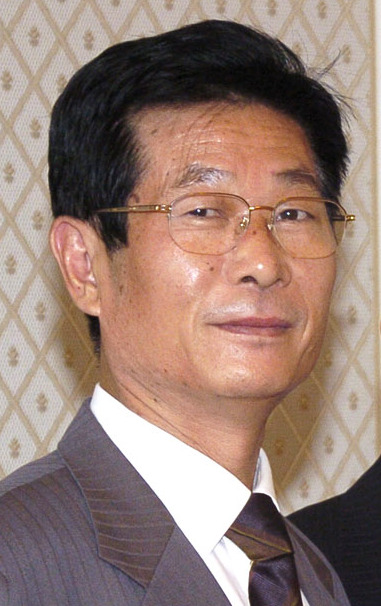
2009

刘古昌（1946年7月—），男，江苏盐城人，中华人民共和国外交家，中华人民共和国外交部原副部长。

## 生平
1973年，毕业于北京外国语学院东欧语系，进入中华人民共和国外交部工作。1995年，担任外交部欧亚司司长。1996年，中华人民共和国驻罗马尼亚大使。1999年，外交部部长助理。2002年，中华人民共和国外交部副部长。2003年，中华人民共和国驻俄罗斯大使。
2008年，当选第十一届全国政协常务委员，代表对外友好界，分入第四十七组。并担任外事委员会专委。